# Robert Genin

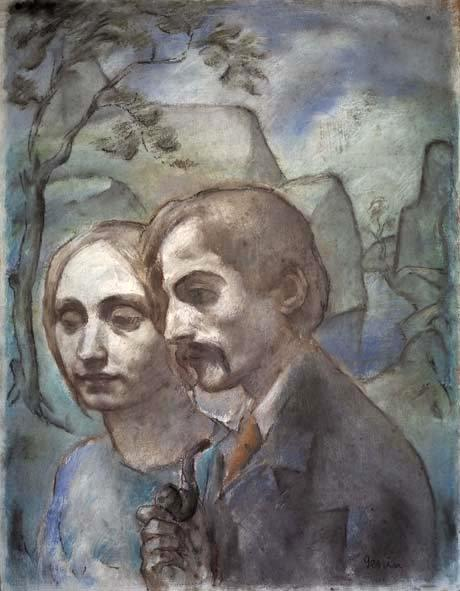
Robert Genin: Selbstbildnis mit Ehefrau Martha, Pastell, 1913, Kunstforum Ostdeutsche Galerie, Regensburg

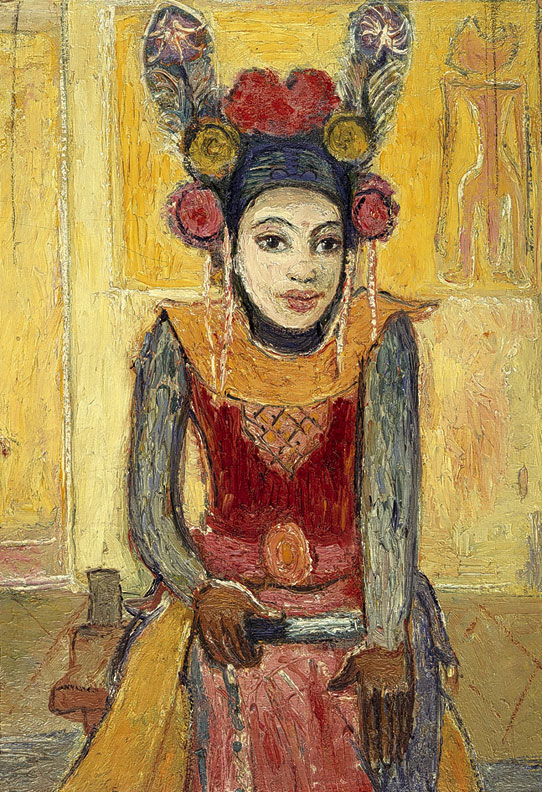
Robert Genin: Balinesin II, Öl auf Leinwand, 1926, Sammlung Im Obersteg, Depositum im Kunstmuseum Basel

Robert Genin (russisch Роберт Генин, französisch Robert Guénine; geboren 11. August 1884 in Wisokoje bei Klimowitschy, Russisches Kaiserreich; gestorben 16. August 1941 in Moskau) war ein Maler, Grafiker, Illustrator und Schriftsteller, der in Russland, Deutschland, Frankreich, in der Schweiz und in der UdSSR lebte.
Sein Malstil entwickelte sich rasant vom Jugendstil (Zeichnungen für die Münchner Zeitschrift „Jugend“) in Jahren 1907–1910 zum Symbolismus/Neoklassizismus in Jahren 1911–1914; nach dem Kriegsbeginn 1914 fing er an, expressionistisch zu malen. Sein Expressionismus entwickelte sich im Laufe der Zeit, bis er Ende 1920er zum lyrischen Primitivismus kam.
1937 wurden in der Nazi-Aktion „Entartete Kunst“ elf Arbeiten Genins aus dem Schlesischen Museum der Bildenden Künste in Breslau, der Kunsthütte Chemnitz, der Anhaltinischen Gemäldegalerie Dessau, der Kunstsammlungen der Universität Göttingen, dem Provinzialmuseum Hannover, dem Kaiser-Friedrich-Museum Magdeburg und dem Staatlichen Museum Saarbrücken beschlagnahmt. Mehrere Arbeiten wurden danach zerstört.
Seine umfassende retrospektive Ausstellung fand vom 27. März – 30. Juni 2019 im Schloßmuseum Murnau statt, welche sein Schaffen über alle Perioden veranschaulichte.

## Leben
Auf dem „Gut Krasowitschi, das sein Vater und Großvater gepachtet hatten“, fing „der kleine Genin mit sieben Jahren leidenschaftlich an zu zeichnen. […] Der Lehrer in der Schule scheint den Jungen im Zeichnen ermutigt zu haben.“ Von 1898 bis 1900 besuchte er die Zeichenschule in Wilna und von 1900 bis 1902 die in Odessa.

### München – Paris – München
1902 ging der angehende Maler nach München und studierte an der privaten Malschule von Anton Ažbe.  Wie etliche seiner Kollegen von der Ažbe-Schule verließ Genin diese 1903 und begab sich nach Paris zu weiterem Studium. Hier soll ihn die Kunst von Pierre Puvis de Chavannes beeindruckt haben.
Die Jahre 1904–1907 verbrachte er auf Reisen in Frankreich, Italien und Ägypten, wo er 1905 in Kairo bei einer Schwester wohnte. Im Herbst 1905 zog Genin in die Pariser Künstlerkolonie La Ruche. Geldnot zwang Genin 1907 zur Rückkehr nach München. Für die Wochenzeitschrift Jugend schuf er „im Juni 1907 erstmals“ Illustrationen und Karikaturen. Insgesamt wurden in der „Jugend“ 40 Illustrationen von Genin veröffentlicht.
1907 stellte Genin sieben Bilder in Paris im Herbstsalon aus. In München hatte er spätestens 1911 Kontakt mit Marianne von Werefkin, Alexej Jawlensky, und Wladimir Bechtejeff. Mit Sicherheit sah er 1911 auch die Ausstellungen der Neuen Künstlervereinigung (N.K.V.M.) und des Blauen Reiters in der Galerie Thannhauser. Im Herbst des gleichen Jahres gehörte er zusammen mit Paul Klee, Alfred Kubin und anderen zu den Mitgliedern der Künstlergruppe Sema. 1912 brachte diese ein Mappenwerk heraus, in dem Genin vertreten ist.
Thannhauser nahm Genin 1913 unter Vertrag. Darüber hinaus erschien 1913 im Delphin-Verlag von Fritz Burger ein Buch „Cézanne und Hodler. Einführung in die Probleme der Malerei“, in dem Genins Kunst folgende Würdigung erfuhr: „Genins Bilder verkörpern ein sozialistisches Ideal. Das Glück der Gleichheit und der Arbeit. Aus der Gleichheit des Tuns folgt das Gefühl der Gemeinsamkeit und der Frieden der Arbeit. Sie ist Bestimmung der Natur und in ihrer Erfüllung liegt das Glück des Daseins. Vielleicht ist Genin der erste, der in dieser Weise die sozialistische Idee zu einem künstlerischen Ideal macht. […] Für Genin ist die Arbeit weder etwas Heroisches noch etwas Tragisches, sondern Gesetz und Schönheit zugleich. Es könnte sein, dass diesen Ideen die nächste Zukunft gehört, denn sie sind ein Zeichen der Zeit.“ 1913 wurde Genin Gründungsmitglied der Münchener Neuen Secession, an deren Ausstellungen er auch während des Ersten Weltkriegs teilnahm.

### Während des Ersten Weltkriegs
Genin wurde bei Ausbruch des Ersten Weltkriegs nicht aus Deutschland ausgewiesen, sondern in Trudering-Riem bei München interniert. Das wird in seiner Autobiographie sowie in den Briefen von 1916 und 1918 erwähnt, die Lily Klee an Werefkin schrieb. Für eine relativ liberale Internierung spricht die Tatsache, dass im November 1917 die Münchner Moderne Galerie Thannhauser eine Einzelausstellung von Genin eröffnete.
Nach der Beendigung des Ersten Weltkriegs im Herbst 1918 zog Genin nach Berlin.

### Karl Im Obersteg
Die ergiebigste Quelle zu Genins Leben und Werk ist die Korrespondenz mit Karl Im Obersteg und dessen Frau Marianne. Demnach übersiedelte Genin 1919, Jawlensky und Werefkin folgend, nach Ascona. Man geht davon aus, dass Cuno Amiet damals den Kontakt zu dem Kunstsammler Im Obersteg knüpfte, der Inhaber einer bedeutenden Transportfirma in Basel war. Spätestens zu diesem Zeitpunkt begegnete er aber auch dem Tänzerpaar Alexander Sacharoff und Clotilde von Derp. In Ascona, auf dem Weg nach Ronco, erwarb er ein Haus.
1920 erschien im Allgemeinen Lexikon der Bildenden Künstler von der Antike bis zur Gegenwart ein Artikel über Genin, der von Alfred Mayer verfasst worden war. Im gleichen Jahr fanden mehrere Werke Genins Eingang in die Sammlung Im Obersteg. Am 9. April 1921 brachte Genins zweite Ehefrau, Margarete Gurth-Genin, den gemeinsamen Sohn Mario zur Welt. Von Genins erster Frau Martha erfährt man durch einen Brief vom Anfang April 1924 an Marianne Im Obersteg, dass sie gegenwärtig in Riga lebe. Zur Gründung des Museo comunale di Ascona 1922 schenkte Genin – ebenso wie weitere ca. 50 einheimische und ausländische Künstler – ein Bild. Es trägt den Titel „Paesaggio d’inverno“. 1922 hatte Genin sein Haus in Ascona an Paul Bachrach-Baree (1863–1943), den Vater von Charlotte Bara, einer Schülerin von Isadora Duncan und Sacharoff, vermietet.
Aus der Bekanntschaft zwischen Im Obersteg und Genin wurde 1923 eine Freundschaft, in der Genin die Rolle eines Protegé zukam. Ab dieser Zeit sprach Genin seinen Gönner – genauso wie Amiet, Jawlensky und die Sacharoffs – mit dem Nicknamen „Kio“ – einer Ligatur der drei Anfangsbuchstaben seines bürgerlichen Namens – an. Er dagegen unterzeichnete seine Briefe an Im Obersteg und seine Frau Marianne oftmals mit „Roro“, der Verdoppelung der beiden Anfangsbuchstaben seines Vornamens.

### Berlin
1923 bezog Genin ein Atelier in Berlin in der Königin-Augusta-Straße 51, das er von Alfred Flechtheim zur Verfügung gestellt bekam.
Von dort unterrichtete er Im Obersteg über aktuelle Preise, die seine Werke damals aufgrund der Inflation erzielen konnten: „Ein Bild kostet 9–700 Goldmark, eine Zeichnung 50–80 (schwarz), ein Pastell – je nach Ausführung.“
Genins Frau informierte Im Obersteg Ende 1923 über eine schwere Erkrankung des rechten Kniegelenks ihres Mannes. Sie führte zu einer lebenslangen schmerzhaften, bleibenden Beeinträchtigung seines Gehapparates. Max Osborn beabsichtigte eine Monografie über Genin zu schreiben. Mit der Vossischen Zeitung verhandelte Genin über einen Artikel über eine geplante Italienreise. 1923 im Dezember lag er wegen einer Grippe und Gelenkrheumatismus im Auguste-Viktoria-Klinikum Berlin und bekam aufgrund großer Schmerzen Morphium. Am 19. April 1924 schrieb Genin an Karl und Marianne Im Obersteg, dass er wegen seiner Behinderung und Schmerzen im Bein nun schon seit einem halben Jahr im Krankenhaus liege und nur bei gutem Wetter an 2 Stöcken ein wenig spazieren gehen könne.
Im Mai 1924 erholte sich Genin mit Ehefrau und Sohn in Sasbachwalden im Schwarzwald. Im August bekam Genin eine Kur in Acquarossa verschrieben, dessen Thermen im Tessiner Bleniotal für Fangobehandlungen bei Rheumaerkrankungen berühmt sind. Im Mai 1925 verwarf er die Idee, sich im Tessin behandeln zu lassen und entschloss sich stattdessen zu einem Kuraufenthalt in Termini Imerese in der Provinz Palermo auf Sizilien.
Am 6. Juni 1925 schrieb er an Im Obersteg aus dem Heilbad Abano, dass er sich demnächst in die Nähe von Padua begeben wolle, wo es „die besten Fangobäder“ gäbe. Weiterhin teilte er ihm mit, in der Zeitschrift „Der Querschnitt“ seien zwei seiner Zeichnungsentwürfe zu Gemälden abgebildet. Er habe inzwischen veranlasst, dass man ihm die Originale gerollt aus Berlin zuschicken würde.

### Reise nach Bali

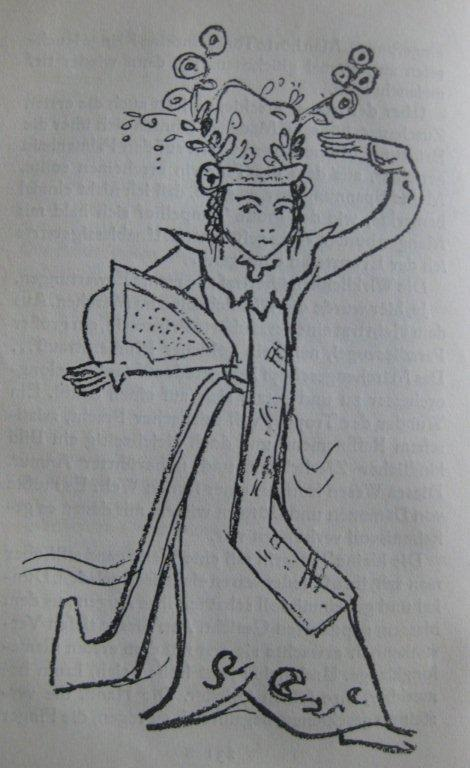
Robert Genin: Die Legontänzerin Diablet, 1926. Illustration aus der „Fernen Insel“

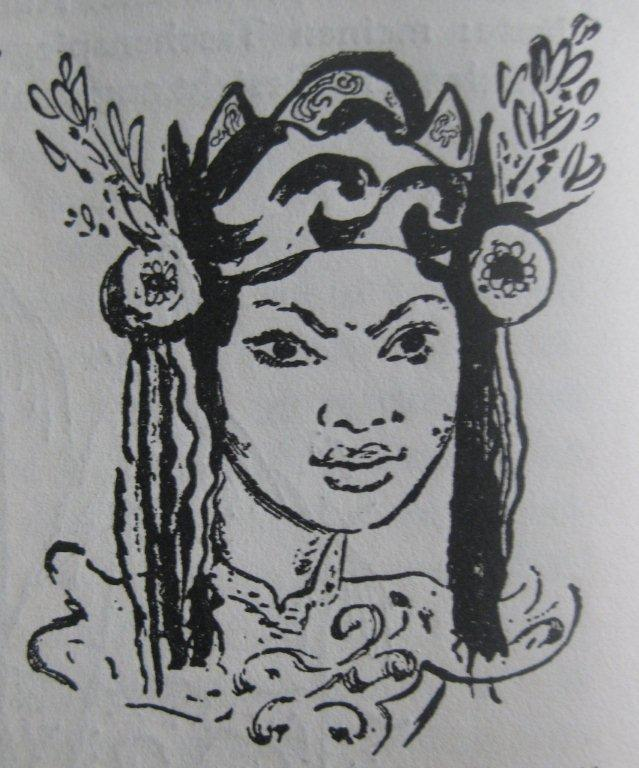
Robert Genin: Balinesin, 1926. Illustration aus der „Fernen Insel“

Genin zog es 1926 in die Südsee, wie zuvor Paul Gauguin, der sich 1891 auf Tahiti niedergelassen hatte und sich 1901 schließlich auf die Marquesas Insel Hiva Oa zurückzog. Schon Max Pechstein folgte dem Beispiel Gauguins und besuchte 1914/15 die Palauinseln im Pazifischen Ozean. Ungeachtet seines Beinleidens – er selbst bezeichnete sich damals als „einbeinig“ – reiste Genin im Februar 1926 von Berlin über Genua, Port Said, Colombo, Singapur und Java nach Bali. Auf der Insel erlebte er die „großen Feiertage“ der Einheimischen und arbeitete „dort an Bildervorwürfen.“

### Rückkehr nach Berlin
Im Herbst nach Berlin zurückgekehrt, setzte er die Bildentwürfe in Gemälde um. Er begann seine „schönsten Bilder zu malen“, wie er an Im Obersteg schrieb. Im Oktober 1926 wurde bei der Berliner Secession auch sein Bild „Balinesin II“ ausgestellt. An seinen Basler Freund berichtete er: „Frau Corinth sagte, es sei eins der allerschönsten Bilder die ihr in den letzten 5 Jahren begegnet sind und noch mehr Schmeichelhaftes.“ Genin beschrieb im Dezember 1926 die Ikonografie des Ölgemäldes folgendermaßen: „Es stellt eine balinesische Legontänzerin in der Pause [dar]: noch im Trance-Zustande [ist sie] erschöpft und [an]gespannt. Das Gesicht [ist] durch Schminke hell.“
In seiner Publikation von 1928 berichtet er ausführlicher über die Balinesin, die zu den Klängen eines Gamelongorchesters ihren Tanz „am zweiten Feiertag“ des balinesischen Neujahrsfestes aufführte. Seine Zeichnungen illustrieren in dem Buch seine Schilderung: „Alle Leidenschaften des Lebens wurden sichtbar. Glühender Fanatismus, tiefer Ernst, fromme Gläubigkeit schwang in diesem jähen Wechsel an Bewegung. Dieser Tanz ist für mich der stärkste Eindruck und das tiefste künstlerische Erlebnis während meines Aufenthaltes auf Bali geblieben. Das Mädchen war 13 Jahre alt und hieß Diablet.“
An seinen Aufenthalt auf Bali erinnern zwei farbstarke Gemälde in der Kunstsammlung Im Obersteg im Kunstmuseum Basel. Sie veranschaulichen, dass auch Genin von der Exotik weiblicher Südseeschönheiten fasziniert war.
1927 hatte sich Genin von seiner zweiten Frau, Margarete Gurth-Genin, scheiden lassen. Zu Genins Freunden zählte in der Berliner Zeit Karl Hofer.

### Wieder in Paris
Ende 1929 beabsichtigte Genin, im Dezember seinen „dauernden Sitz von Berlin nach Paris zu verlegen.“ Zunächst lebte er 1930 am Gare Montparnasse. Im Oktober 1930 wohnte er in einem „altfranzösischen Pavillon“, den er in Auteuil im 16. Arrondissement in der Rue Raffet 16 gekauft hat. Dann verließ er die Innenstadt und quartierte sich Ende November 1930 ca. neun Kilometer südwestlich vom Zentrum von Paris entfernt, in Fontenay-aux-Roses ein, rue Guérard 7, Telefon-Nr. 1208 Fontenay.
Im Dezember 1931 fand die Einzelausstellung von Genin in Paris in der Galerie Jacques Bonjean statt, die in den Artikeln von André Warnod und André Salmon positive Resonanz fand. Im Winter 1931 besuchte er in St.-Moritz seinen Sammler Dr. Emil Kade (1892–1965). Der Zahnarzt und Kunstmäzen Kade schloss in demselben Jahr einen Vertrag mit Genin, indem dieser sich gegenüber Kade verpflichtete, gegen eine jährliche Zahlung von „mindestens 60 000 Frs. Fr. jährlich sechs seiner besten Werke in erster Linie Dr. Kade zu überlassen“. 1931 besaß Dr. Kade 24 Arbeiten von Genin.
Sein Freund Im Obersteg setzte sich bei dem Leiter der Kunsthalle Basel, Wilhelm Barth, für eine Russen-Ausstellung mit Jawlensky, Wassily Kandinsky, Chagall, Genin, Soutine und anderen ein, die im Herbst 1933 stattfinden sollte. In einem Brief vom Mai 1935 an Marianne Im Obersteg erwähnte Genin seinen Kontakt zu Pablo Picasso, Henri Matisse und Georges Braque. Seine Lebensgefährtin in der Pariser Zeit war die Tschechin mit österreichischem Pass Genia Ines. Im April 1935 war Genin ein letztes Mal in Ascona, um sein Haus zu verkaufen.
Für die 1930er Jahre stellte man fest, dass sich Genins Kunsteinstellung verändert hat: „In dieser Zeit radikalisierte sich seine Einstellung zur Kunst. Mehr und mehr sah er den Künstler in einem gesellschaftlichen Kontext als treibende Kraft beim Aufbau einer neuen Welt und er fühlte sich stärker denn je mit seiner Heimat verbunden. In seiner Vorstellung war Russland geprägt vom Ideal der Solidarität und der kreativen Zusammenarbeit der Menschen.“

### Zurück in der Heimat Russland
Im März 1936 ging Genin nach Russland zurück und lebte in Moskau in der Hoffnung, sich im Kollektiv des Sozialismus für die Gestaltung der Stadt engagieren zu können. In der sowjetischen Hauptstadt traf er das ehemalige Mitglied der N.K.V.M. Alexander Mogilewskij wieder und verkehrte in dessen Familie.
Zunächst erhielt Genin den Fresko-Auftrag für einen Pavillon der All-Unions-Landwirtschaftsausstellung (WSChW). Im Oktober 1938 wurde der Pavillon umbenannt und das Fresko wurde dementsprechend vernichtet. Sein zweiter großer Auftrag waren die Fresken für den Palast der Sowjets. Das Projekt wurde vom Deutsch-Sowjetischen Krieg unterbrochen. Mit Ausbruch des Krieges am 22. Juni 1941 wurde Genin immer depressiver. Er meldete sich freiwillig zum Militärdienst, wurde jedoch wegen seines Beinleidens abgelehnt. Im August 1941 während eines deutschen Luftangriffs hielt er Feuerwache auf dem Dach und bekam von einer Sprengbombe eine Quetschung. Wenige Tage danach nahm er sich mit einer Überdosis Morphium das Leben. Seine Werke aus der Werkstatt gelten als verloren.

## Bildnerische Darstellung Genins
Robert Genin in seinem Berliner Atelier (Fotografie in „Der Querschnitt“, Heft 11/1926)

## Rezeption
Während zu seinen Lebzeiten Genin ein bekannter Maler war, ist er nach dem Zweiten Weltkrieg weitgehend in Vergessenheit geraten. Erst 1969 hat Ralph Jentsch seine Galerie Esslingen mit einer Einzelausstellung zu seinen Werken eröffnet.
Im Jahr 2019 fand im Schlossmuseum Murnau eine große Retrospektive unter dem Titel Robert Genin (1884-1941). Russischer Expressionist in München statt. Zusammen kamen Arbeiten aus Museen wie Kunstmuseum Basel, Berlinische Galerie, Kunstforum Ostdeutsche Galerie (Regensburg), Von der Heydt-Museum (Wuppertal), Museum Ludwig (Köln), Zentrum Paul Klee (Bern) und Privatsammlungen aus Deutschland, Schweiz und Russland.
Der stark zerstreute Nachlass Genins wird von seinem Freundeskreis mit dem Ziel erforscht, ein Werkverzeichnis bzw. eine Monografie zu veröffentlichen.

## 1937 in der Aktion "Entartete Kunst" beschlagnahmte Werke
- Trauernde Frauen (Lithografie, 1912; Schlesisches Museum der Bildenden Künste, Breslau)[54]

- Liebespaar (Radierung, um 1917; Staatliches Museum Saarbrücken)[55]

- Trinkerin (Radierung, 1917; Kunsthütte Chemnitz; zerstört)[56]

- Tanzende (Radierung; Provinzialmuseum Hannover; später im Bestand des Kulturhistorischen Museums Rostock)[57]

- Akrobaten (Anhaltinische Gemäldegalerie Dessau; zerstört)

- Mann und Mädchen (Anhaltinische Gemäldegalerie Dessau; zerstört)

- Händedruck (Anhaltinische Gemäldegalerie Dessau; zerstört)

- Werbung, Blatt 94 und 95 der Zeitschrift "Die Schaffenden", Jg. III, Mappe 2 (Radierungen, 1922; Kunstsammlungen der Universität Göttingen; zerstört)

- Hunger (Kaiser-Friedrich-Museum Magdeburg; zerstört)

- Ungleiches Paar (Kaiser-Friedrich-Museum Magdeburg)

## Weitere Werke (Auswahl)

### Tafelbilder (Auswahl)
- Charly Chaplin (Ölgemälde, um 1921)[58]

- Junger Russe (Öl; ausgestellt 1925 auf der Ausstellung der Berliner Sezession)[59]

- Weinende Frau (Öl; ausgestellt 1925 in der Galerie Flechtheim)[60]

### Pastelle (Auswahl)
- Selbstbildnis (im Bestand der Berlinischen Galerie)

### Bücher und Mappen
- 1912, Die Künstlervereinigung Sema, München, brachte ein Mappenwerk heraus, in dem Genin vertreten ist.[8]
- 1912, Figürliche Kompositionen. 20 Lithografien. Delphin-Verlag, München, mit einer Einleitung von Walter Riezler.
- 1915, Die Frau. 11 Kriegsblätter, Lithografien. Selbstverlag München.
- 1916, Lithographisches Skizzenbuch. Selbstverlag München.
- 1919, Aus den Spelunken Berlins. 16 Orig.-Radierungen von M. Fingesten (8) und R. Genin (8). Berlin, Pan-Presse
- 1919, 30 Radierungen. Verlag Paul Cassirer, Berlin
- 1920, Menschen, 8 Radierungen. Verlag Fritz Gurlitt, Berlin
- 1920, Zirkus, 7 Radierungen. Verlag Fritz Gurlitt, Berlin
- 1920, Skizzen und Erinnerungen, Malerbücher. Band 2, mit 80 Federzeichnungen und 5 Lithographien. Fritz Gurlitt Verlag, Berlin.
- 1921, Die Geschichte des Grafen Erdmann Promnitz. Text von Jakob Wassermann mit Radierungen von Robert Genin, Drei Masken Verlag, München.
- 1922, Frühe Verse. Text von Hans Bethge, Mit einer Original-Radierung von Robert Genin als Frontispiz, Gyldendalscher Verlag, Berlin.
- 1923, Die Engel mit dem Spleen. Text von Kasimir Edschmid mit Steinzeichnungen von Robert Genin, Hans Heinrich Tillgner Verlag, Berlin.
- 1923, Das Lied von der Erde. Lieder nach dem Chinesischen zur Symphonie von Gustav Mahler. Text von Hans Bethge, Radierungen von Robert Genin.
- 1928, Die ferne Insel. Aufzeichnungen von meiner Fahrt nach Bali in Wort und Bild. Verlag des Volksverbandes der Bücherfreunde, Berlin.

## Ausstellungen
Einzelausstellungen
- 1913, München, Moderne Galerie Thannhauser[15]
- 1917, München, Moderne Galerie Thannhauser, 1. Stockwerk – Gemälde, 2. Stockwerk – Graphik
- 1922, Berlin, Alfred Flechtheim, Gemälde
- 1928, Köln, Museum für Angewandte Kunst, Werke aus der Reise nach Bali[32]
- 1931, Paris, Galerie Jacques Bonjean
- 1932, Amsterdam, Galerie Kunstzalen A. Vecht[41]
- 1936, New York, Lilienfeld Galleries
- 1977, Esslingen, Kunstgalerie Esslingen

Gruppenausstellungen
- 1907, Paris, Salon d’Automne, 7 Gemälde.[8]
- 1910–1911, Paris, Salon d’Automne
- 1912, München, Moderne Galerie Thannhauser, 1. Ausstellung der Künstlervereinigung Sema
- 1912, Köln, Sonderbundausstellung;[61] München, Zweite Ausstellung des „Internationalen Künstlerbundes München“ in der Modernen Galerie-Heinrich Thannhauser[10]
- 1913, München, Kunsthandlung Hans Goltz[15]
- 1913, Zürich, mit Kollegen der Neuen Münchener Sezession im Kunsthaus Zürich[15]
- 1914, Malmö, Baltische Ausstellung[62]
- 1914–1918, München, Jährliche Ausstellungen der Neuen Münchener Sezession
- 1919, Zürich, Kunstsalon Wolfsberg, zusammen mit Jawlensky, Werefkin, Arthur Segal u. a., (7. Juni bis zum 8. Juli 1919)[63]
- 1921, Hannover, Russische Kunst. Sechste Ausstellung Galerie von Garvens
- 1925, Berlin, Berliner Secession, sein Bild „Der Raucher“ wurde für „4 000 MK“ verkauft.[64]
- 1925, Berlin, Galerie Flechtheim
- 1926, Berlin, Berliner Secession 51. Ausstellung (7 Werke im Verzeichnis, Nr. 121–127)
- 1927, Berlin, Berliner Secession, 52. Ausstellung (Frühjahrsausstellung)[34]
- 1927: Berlin, Galerie Thannhauser
- 1928, Berlin, Galerie Nierendorf, zusammen mit den Künstlern des Großen Bären[65] – Frick, Helbig, Albert Kohler, Gordon Mallet McCouch, Otto Niemeyer-Holstein, Otto van Rees, Werefkin – und Karl Schmidt-Rottluff und Christian Rohlfs.[66]
- 1928, Berlin, Deutsche Nach-Impressionistische Kunst aus Berliner Privatbesitz, Kronprinzenpalais der Nationalgalerie.[67]